# Eduardo Mondlane
Eduardo Chivambo Mondlane (Manjacaze, África Oriental Portuguesa, 20 de junio de 1920-Dar es-Salaam, Tanzania, 23 de febrero de 1969) fue un sociólogo, antropólogo y presidente del Frente de Liberación de Mozambique desde 1962 hasta su asesinato en 1969.

## Educación
Era el cuarto de 16 hermanos, hijo de un jefe tribal, de la tribu bantú de los tsonga. Mondlane nació en el África Oriental portuguesa en 1920. Hasta los doce años trabajo cuidando rebaños de cabras. Asistió a varias escuelas primarias antes de entrar en una escuela suizo-presbiteriana. Se le prohibió asistir a la escuela secundaria en Mozambique ya que en esa época estaba acabando la escuela primaria y las leyes coloniales portuguesas indicaban que era demasiado mayor para entrar.
Este hecho y otros le mostraron lo que significaba vivir en una sociedad oprimida. Como no podía estudiar en Mozambique se marchó a Sudáfrica, donde estudió en una escuela parroquial en Lemana, en al región de Transvaal. Pasó un año en la escuela Jan Hofmeyer de Trabajo Social e ingresó en la Universidad Witwatersrand, en Johannesburgo, pero fue expulsado del país un año después, en 1949, cuando se instauró el apartheid.
Mondlane se trasladó a Estados Unidos para continuar sus estudios. En 1951 ingresó en el Oberlin College, en Oberlin, Ohio, empezando como júnior. En 1953 obtuvo el graduado en antropología y sociología. Continuó sus estudios en la Universidad de Northwestern en Evanston, Illinois. Mondlane obtuvo un doctorado en sociología de la Universidad de Northwestern y se casó con Janet Rae Johnson, una mujer de Indiana que vivía en los suburbios de Chicago.

## Regreso a Mozambique

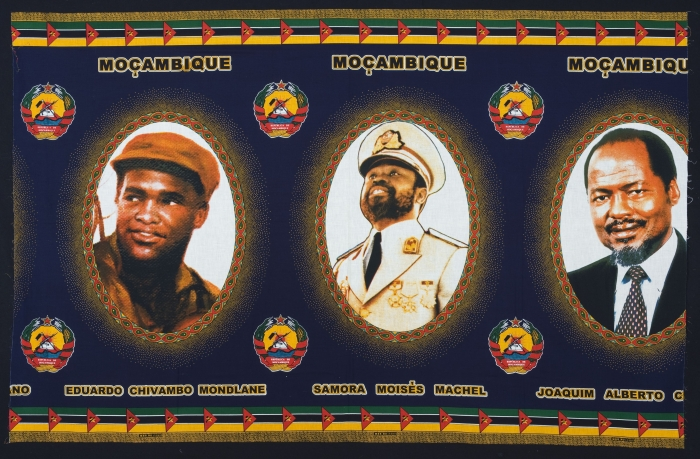
Las personas representadas en esta kapulana son, de izquierda a derecha: Eduardo Chivambo Mondlane, fundador y primer líder del Frelimo, nacido en 1920, asesinado en 1969; Samora Moisés Machel, sucesor de Mondlane, primer presidente de Mozambique, fallecido en 1986, y Joaquim Alberto Chissano, actual presidente y sucesor de Machel, aunque la última parte del retrato y el texto no son totalmente visibles. Sobre los retratos está Mozambique. Por encima y por debajo del escudo de armas está la república de moçambique.

En 1962 fue elegido presidente del recién formado Frente de Liberación de Mozambique o FRELIMO, que estaba formado por grupos nacionalistas más pequeños. En 1963 estableció la sede del FRELIMO fuera de Mozambique, en Dar es Salaam, en la vecina Tanzania. Con el apoyo tanto de las potencias occidentales como de la URSS, el FRELIMO empezó en 1964 una guerra de guerrillas para intentar obtener la independencia mozambiqueña de Portugal que desembocaría en la guerra de Independencia de Mozambique.
Durante los primeros años del FRELIMO su liderato estaba dividido: la facción encabezada por Mondlane quería luchar no solo por la independencia, sino para instaurar un régimen socialista; Marcelino dos Santos, Samora Machel y Joaquim Alberto Chissano y la mayor parte del Comité Central del Partido compartían su punto de vista. Sus oponentes, entre los que destacaban Lazaro Nkavandame y Uria Simango, deseaban la independencia, pero no un cambio fundamental en las relaciones sociales: esencialmente la sustitución de la élite blanca por una élite negra. La posición socialista fue aprovechada por el segundo congreso del partido, celebrado en julio de 1968. Mondlane fue reelegido presidente y se estableció la estrategia de seguir una guerra prolongada con el apoyo de la población civil.
En 1969 recibió un libro-bomba en el secretariado del FRELIMO que lo mató. Después de que en los años 1990 se descubriera la existencia del Gladio, se averiguó que una sección portuguesa del Gladio había sido la causante del asesinato de Mondlane.
A principios de los años 1970 los 7000 guerrilleros del FRELIMO habían tomado el control de la mayor parte de las regiones centrales y del norte del país a pesar de estar combatiendo contra unas fuerzas portuguesas de unos 60.000 hombres. En 1974 la caída de la dictadura de Salazar en Portugal trajo un cambio en la política colonial el 25 de junio de 1975, cuando Portugal traspasó el poder al FRELIMO y Mozambique se convirtió en estado independiente.
La muerte de Mondlane en 1969 fue sentida como si de un funeral de estado se tratara. El funeral fue oficiado por su compañero de clase en Oberlin y amigo, el reverendo Edward Hawley, quien dijo durante las ceremonias que Mondlane "...dejó su vida por la verdad de que un hombre ha sido hecho para la dignidad y su autodeterminación."
En 1975 la Universidad Lourenço Marques, que recibía el nombre de la capital colonial, Lourenço Marques, fue rebautizada como Universidad Eduardo Mondlane, ubicada en la capital Maputo.